# بطل حركة

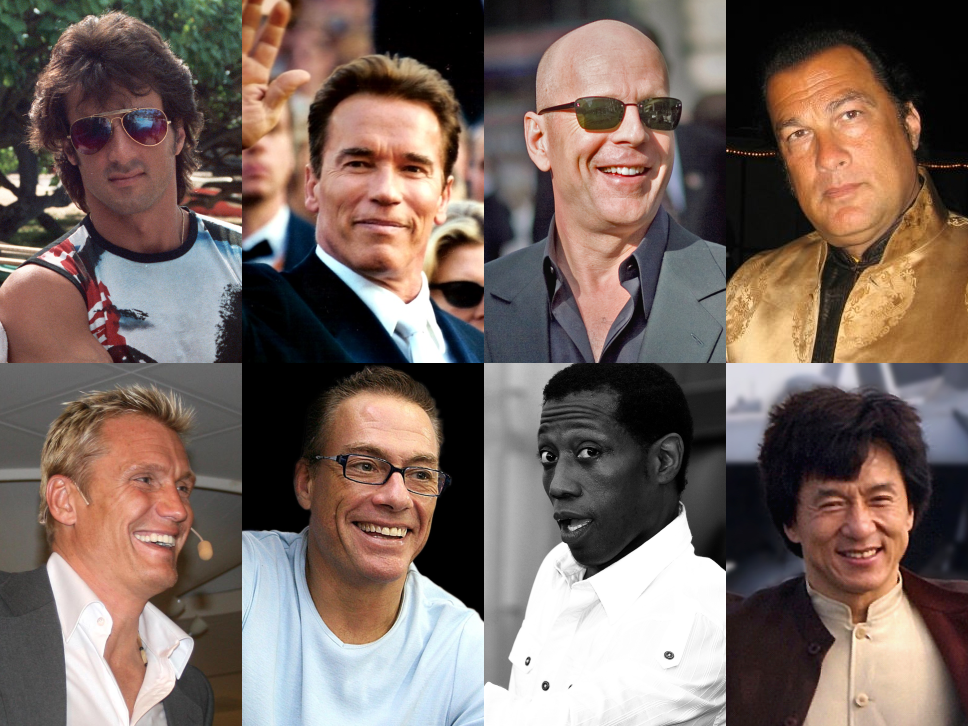
مجموعة صور لأبطال حركة من المشاهير

بطل الحركة (أحيانًا بطلة الحركة للنساء) هو بطل أفلام الحركة أو أي شكل آخر من أشكال الترفيه الذي يصور الحركة والمغامرة والعنف في كثير من الأحيان.  تشمل الوسائط الأخرى التي يظهر فيها هؤلاء الأبطال أفلام المتعنترين والأفلام الغربية والراديو القديم وروايات المغامرات وروايات الدايم ومجلات اللب والفولكلور.

## تاريخ
أصل بطل الحركة متجذر في تاريخ الإمبريالية حيث تتم كتابة قصص المغامرات في المقام الأول للأولاد، ليتخيلوا كونهم رجالًا في رحلات ويختبرون أحداثًا مثيرة. كتب شون شيمباتش: "إن الشباب البيض الذين كانوا (أو أصبحوا) موضوعات مضخمة لهذه القصص حفزوا السرد من خلال ميلهم إلى العمل وحلوا الصراع من خلال العنف المستمد من العزيمة والذكاء والمهارة الفطرية، مما أدى إلى تأمين مستقبل العالم الذي كانوا مسؤولين عنه في كل قصة وفي هذه العملية يؤكدون هويتهم الذكورية." في أوائل القرن العشرين، تم تسويق رواية القصص هذه تجاريًا، وتم "تكييف القصص بسهولة" مع الفيلم. كان دوغلاس فيربانكس من أوائل ممثلي أبطال الحركة.  كتب دونالد ليبنسون في صحيفة شيكاغو تريبيون: "كان دوجلاس فيربانكس أول بطل حركة كبير في هوليوود، واشتهر بملاحم الأزياء التي جعلته أكثر المتعجرفين اندفاعًا على الشاشة."  زورو أحد شخصيات أبطال الحركة المميزة التي لعبها فيربانكس، والذي وصفه مايكل سراغو بأنه "شخصية الحركة الأكثر تأثيرًا في تاريخ الفيلم وأسعد محارب سينمائي على الإطلاق".  تبع فيربانكس إيرول فلين، الذي حقق شهرة مثل روبن هود في فيلم عام 1938 مغامرات روبن هود. 
في منتصف القرن العشرين، "... كان هذا النوع من أفلام الحركة مأهولًا بشكل متوقع بأبطال لطيفين وجذابين يعيشون مغامرات مثيرة وغريبة، دون عوائق (إذا كانت متوافقة بشكل واضح) مع الحدود الوطنية أو الثقافية أو حدود الدولة." عندما أصبح التلفزيون أمرًا شائعًا، تضمنت العروض التي تضم أبطال الحركة المميزين مغامرات سوبرمان (1952-1958)، المنتقمون (1961-1969)، القديس (1962-1969)، باتمان (1966-1966)، وميشين إمبوسيبول (1966–1973). قال شيمباتش إنهم "قدموا رجالًا بيضًا غير عاديين (وإن لم يكونوا دائمًا جادين تمامًا) قاموا بحل الصراع من خلال العمل المباشر والعنف بينما أظهروا إتقانهم السهل للمساحات الحضرية والتقنيات الجديدة والأزياء وأجسادهم الخاصة".

## روابط خارجية
- "The Lost Action Hero". واشنطن بوست. مؤرشف من الأصل في 2023-04-26.